# ابنوخاني يك (مقاطعة فراشبند)
ابنوخاني يك (بالفارسية: ابنوخانی یک) هي قرية تقع في قسم نوجين الريفي (مقاطعة فراشبند) في إيران. يقدر عدد سكانها بـ 85 نسمة بحسب إحصاء 2016.